# Eurycorypha velicauda
Eurycorypha velicauda är en insektsart som beskrevs av Karsch 1893. Eurycorypha velicauda ingår i släktet Eurycorypha och familjen vårtbitare. Inga underarter finns listade i Catalogue of Life.